# Hasso von Wedel
Pour les articles homonymes, voir Wedel (homonymie).
Général-major Hasso (Edward Ahaz) von Wedel (20 novembre 1898, Stargard-en-Poméranie (Province de Poméranie) - 3 janvier 1961, Berlin)
est un generalmajor allemand, commandant des troupes de propagande de la Wehrmacht pendant la Seconde Guerre mondiale. Il dépendait directement du chef d'état-major du haut-commandement allemand, le Général Alfred Jodl. Il a eu à contrôler un nombre croissant d'unités militaire de propagande (les Propagandakompanien et a assuré le lien avec le ministre du Reich à la propagande Joseph Goebbels. Il fut à l'initiative de la création de la revue de propagande Signal et reçut la Croix de fer.

## Biographie
Von Wedel (de) participe à la Première Guerre mondiale, au cours de laquelle il est promu lieutenant le 20 novembre 1915 et décoré de la croix de fer de 2e et de 1re classe.
Plus tard, il est engagé dans la Reichswehr, où Wedel est utilisé comme officier de compagnie dans le 4e régiment (prussien) d'infanterie.
Il fut fait prisonnier par l'armée américaine le 6 mai 1945 et libéré le 18 mai 1946. Von Wedel décrivit son expérience de propagande de guerre dans un manuscrit entre 1957 et 1958, publié après sa mort sous le titre  Die Propagandatruppen der Deutschen Wehrmacht. (Troupes de propagande de la Wehrmacht).

## Publications (sélection)
- Schießtechnik und Taktik des einzelnen f. M.G. in 26 Kampfaufgaben mit Lösungen. Verlag „Offene Worte“, Berlin 1928.
- Der Schütze. Hilfsb. f. d. Dienstunterricht d. Rekruten d. Schützenkompanie. R. Schröder, Berlin 1935.
- Der s. M.-G.-Schütze. Hilfsb. f. d. Schützen u. Fahrer e. M.-G.-Komp. R. Schröder, Berlin 1935.
- Das neue deutsche Heer (= Lichtbildreihe ; W 1, Bildband Nr 345).  Deutsche Lichtbild-Gesellschaft, Berlin 1936.
- Der Fernsprecher. Hilfsb. f. d. Dienstunterricht d. Fernsprech-Rekruten d. Nachrichtentruppe u. d. Truppennachrichtenverbände. R. Schröder, Berlin 1936.
- mit Otto von Rohr: Der Kanonier. Hilfsb. f. d. Kanonier u. Fahrer d. leichten Feldhaubitz-Batterie betreffend d. 1. F.-H. 16 u. d. 1. f.-H. 18. 2. durchgesehene Auflage unter Berücksichtigung aller neuen Vorschriften und inzwischen eingetretenen Änderungen. R. Schröder, Berlin 1937/38.
- mit Ernst Haidlen: Der Panzerabwehrschütze. Hilfsbuch f. d. Ausbildg d. Schützen u. Fahrers d. mot. Panzerabwehrkompanien. Unter Berücks. aller neuen Vorschriften. R. Schröder, Berlin 1938.
- Wehrerziehung und Volkserziehung. Hanseatische Verlags Anstalt, Hamburg 1938.
- Das großdeutsche Heer (= Lichtbildreihe ; W 4, Bildband Nr 420). Deutsche Lichtbild-Gesellschaft, Berlin 1938.
- Das großdeutsche Heer (= Schriften der Hochschule für Politik ; 2, H. 25). Junker & Dünnhaupt, Berlin 1939
- Die 37. Division greift an. Ein Buch vom neuen deutschen Heer. Mit Bildern von Erich R. Döbrich (de). Breitkopf & Härtel, Leipzig sowie Junge Generation, Berlin 1939.
- Zwanzig Jahre deutsche Wehrmacht. Mittler, Berlin 1939.
- Großdeutschlands Wehrmacht. Industrieverlag Spaeth & Linde (de), Berlin und Wien 1940.
- mit Henrich Hansen (de): Der Kampf im Westen. Raumbild- und Farbaufnahmen. Oberkommando der Wehrmacht (= Die Soldaten des Führers im Felde / Wedel ; Bd. 2). Raumbild-Verlag, München 1940.
- Stadt und Garnison Hannover. Ein Führer durch Vergangenheit und Gegenwart. Bernard & Graefe, Frankfurt am Main 1959.
- Hermann Teske (Hg.): Die Propagandatruppen der Deutschen Wehrmacht (= Die Wehrmacht im Kampf ; Bd. 34). Vowinckel (de), Neckargemünd 1962.